# Берк, Том (футболист)
То́мас Берк (англ. Thomas Burke; 1864, Рексем — 9 февраля 1914, Мостон, Ланкашир) — валлийский футболист, выступавший на позиции хавбека.

## Биография
Родился в Рексеме в 1862 году. Играл в футбол за местные клубы: «Рексем Гросвенор», «Рексем Фебрюэри» и «Рексем Олимпик». Впоследствии выступал за валлийский клуб «Ливерпуль Кэмбрианс». В 1886 году перешёл в английский клуб «Ньютон Хит». В свой первый сезон в клубе выступал на позиции левого хавбека, но впоследствии стал играть правого хавбека. Провёл за «Ньютон Хит» 29 матчей, в том числе один матч в Кубке Англии 30 октября 1886 года.
С 1883 по 1888 годы выступал за сборную Уэльса, сыграв за неё 8 матчей и забив один гол.